# (2405) Welch
(2405) Welch (1963 UF; 1965 AG1; 1969 VV; 1972 JQ1; 1974 RR; 1975 WG1; 1977 DN9; 1977 FV1; 1979 OJ6; 1980 RC2; 1980 TF; 1981 YB2) ist ein ungefähr 22 Kilometer großer Asteroid des äußeren Hauptgürtels, der am 18. Oktober 1963 im Rahmen des Indiana Asteroid Programs am Goethe-Link-Observatorium in Brooklyn, Indiana (IAU-Code 760) entdeckt wurde. Durch das Indiana Asteroid Program wurden insgesamt 119 Asteroiden neu entdeckt. Er gehört zur Themis-Familie, einer Gruppe von Asteroiden, die nach (24) Themis benannt ist.

## Benennung
(2405) Welch wurde nach David F. „Kelly“ Welch benannt, einem Mitarbeiter der Association of Universities for Research in Astronomy (AURA). Er verbesserte die administrativen und operativen Abläufe von AURA und brachte moderne Technologie in die Unternehmenszentrale. Er spielte eine wichtige Rolle bei der Vorbereitung des erfolgreichen Vorschlags an die NASA, das Space Telescope Science Institute zu errichten und zu betreiben. Die Benennung wurde vom US-amerikanischen Astronomen Frank K. Edmondson vorgeschlagen.